# Teodoro de Mas y Nadal
Teodoro de Mas y Nadal (Barcelona, 24 de septiembre de 1858 - Vilanova de Sau, 7 de agosto de 1936) fue un ingeniero y político español carlista.

## Biografía

### Familia
Teodoro de Mas nació en Barcelona el 24 de septiembre de 1858. Procedía de una familia vicense comprometida con la causa católica y tradicionalista: su bisabuelo, Teodoro de Mas y Solá, se había distinguido en la guerra de la Independencia; su abuelo, José Joaquín de Mas y de Vedruna, fue intendente del Ejército del pretendiente Carlos María Isidro de Borbón en la primera guerra carlista; y su padre, Luis de Mas y Poudevida, había participado en la tercera guerra carlista al servicio del pretendiente Carlos VII, y fundado y presidido en Vic del Círculo Tradicionalista de la Alta Montaña. Su bisabuela Joaquina de Vedruna de Mas había fundado el Instituto de Hermanas Terciarias Carmelitas de la Caridad, y llegaría a ser canonizada por el papa Juan XXIII.

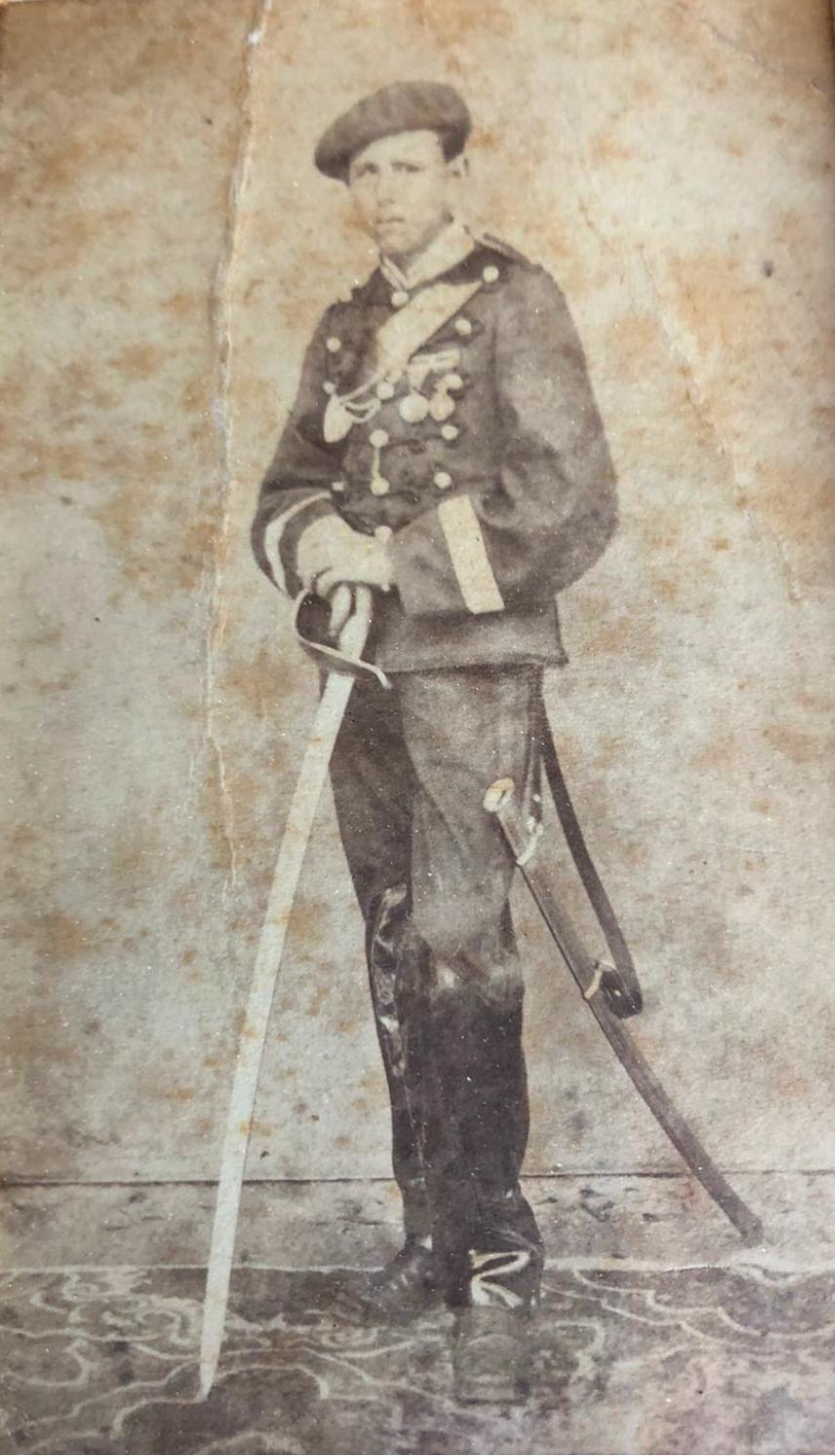
Teodoro de Mas y Nadal durante la tercera guerra carlista.

### Tercera guerra carlista
Iniciada la tercera guerra carlista cuando solo contaba catorce años de edad, Teodoro de Mas salió con cuatro compañeros para unirse a las fuerzas carlistas que operaban en las Guillerías; pero al verlo tan joven el cabo no quiso admitirlo y le hizo regresar a su casa. No obstante, un año después, en 1873, tras una nueva tentativa infructuosa de ingresar en las filas legitimistas, consiguió su propósito: fue admitido y agregado al Real Cuerpo de Ingenieros del que era jefe su padre. Poco después tomó parte en el ataque y la toma de la villa de Ripoll, donde ganó el grado de alférez.
Entre otras acciones, participó en las de Campdevánol, Berga, San Hilario, Anglés, Prats de Llusanés, Olot, Seo de Urgel y Bañolas, pasando después en comisión de servicio al Norte, e ingresando en el escuadrón de la Escolta Real, donde estuvo hasta la terminación de la guerra. En 1875 asistió a las acciones de Lumbier, ganó la cruz del Mérito Militar, y ascendió al empleo inmediato; pasó a Francia por orden superior, para volver a entrar a Cataluña; pero fue detenido por la policía francesa en la frontera e internado a Montauban.

### Carrera profesional

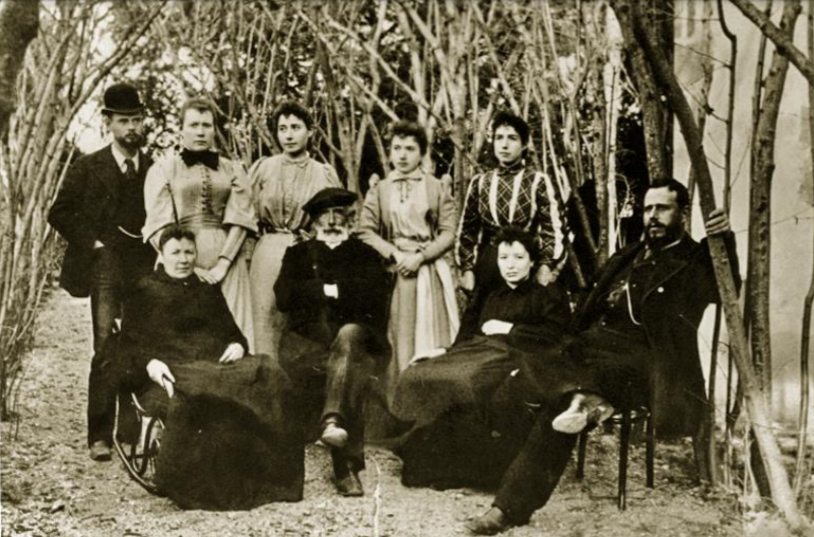
Teodoro de Mas (a la derecha) a finales del. En el centro: su padre, Luis de Mas.

De regreso de la emigración, dedicó sus energías a los trabajos de obras públicas, puesto que los muchos sacrificios hechos por su abuelo y su padre a favor del carlismo lo obligaron a hacerse cargo de la situación económica de la familia.
Continuó los estudios de ingeniero y trabajó en pequeñas y grandes construcciones en varias provincias de España y en la de Corrientes (Argentina), llegando a obtener importantes concesiones, que no pudieron realizarse por causas ajenas a su voluntad, entre ellas el ferrocarril de Vic al Pasteral de Amer y el abastecimiento de aguas a Barcelona con las del Noguera Pallaresa.
En el año 1884 colaboró en las obras del ferrocarril de Salamanca y en los saltos del Duero y en 1887 dirigió las obras de una carretera en Albacete. En la capital de Argentina también dirigió obras de ferrocarriles. Hizo también importantísimas instalaciones industriales, como la grandiosa fábrica de cerámica La Fe, de Buenos Aires.
Colaboró en el abastecimiento de aguas de Monallots en Vic. Instaló en el Molino de Sau una central eléctrica para distribuir electricidad en Vic, con una línea de 15.000 V que llegaba hasta el Manso Escorial, desde donde se introducía en la ciudad con una línea de 500 V.

### Jefatura tradicionalista comarcal y regional

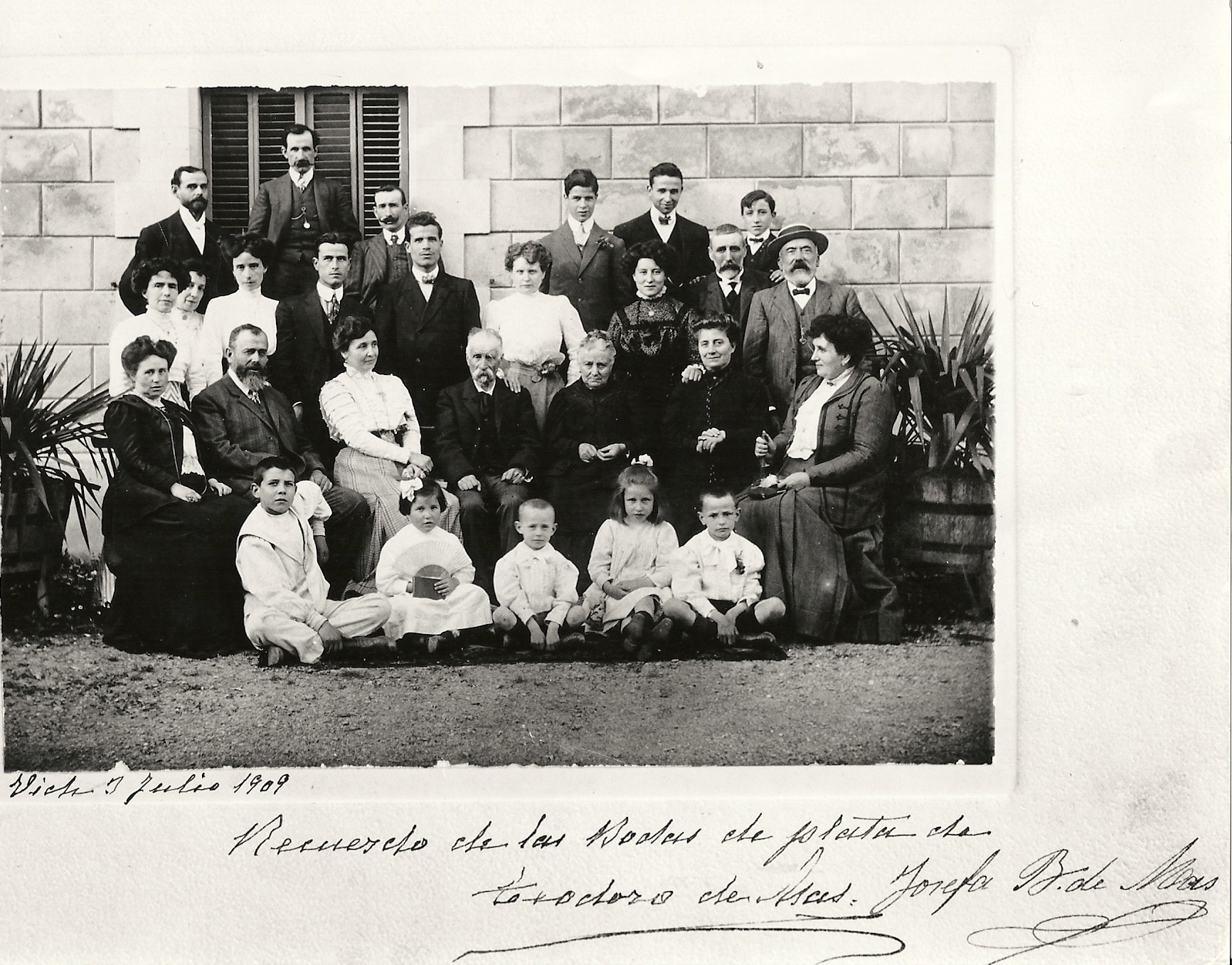
Teodoro de Mas y su esposa Josefa Bach Puig en sus bodas de plata. En el centro: sus suegros, José Bach Serra y Josefa Puig (1909).

Don Carlos le profesaba gran afecto y le confió comisiones y encargos de interés para la causa carlista. Mas también se destacó por sus numerosas obras de caridad. En 1916 el marqués de Cerralbo lo nombró nuevo jefe tradicionalista del distrito de Vic tras haber recibido una exposición redactada y firmada por los presidentes de los Círculos jaimistas y los representantes de la mayor parte de los pueblos del distrito, proponiéndolo de manera unánime para el cargo.
Al producirse en 1919 la escisión de Juan Vázquez de Mella, Teodoro de Mas se separó de la Comunión jaimista y después de la Asamblea regional mellista de Badalona de 1920, fue nombrado jefe regional del partido de Mella en Cataluña.
En una entrevista concedida a Valentín Lostau en 1921, Teodoro de Mas manifestó que el tradicionalismo mellista gozaba de gran vitalidad en Cataluña, incidiendo en el éxito del viaje de Vázquez de Mella a Cataluña y en que el Círculo mellista de Barcelona, presidido por Santiago Juliá Bernet, era el principal de España con un aforo de 4.000 personas. Mas reconocería, sin embargo, que el partido estaba carente de rotativos diarios en la región, ya que El Correo Catalán había permanecido leal a Don Jaime.

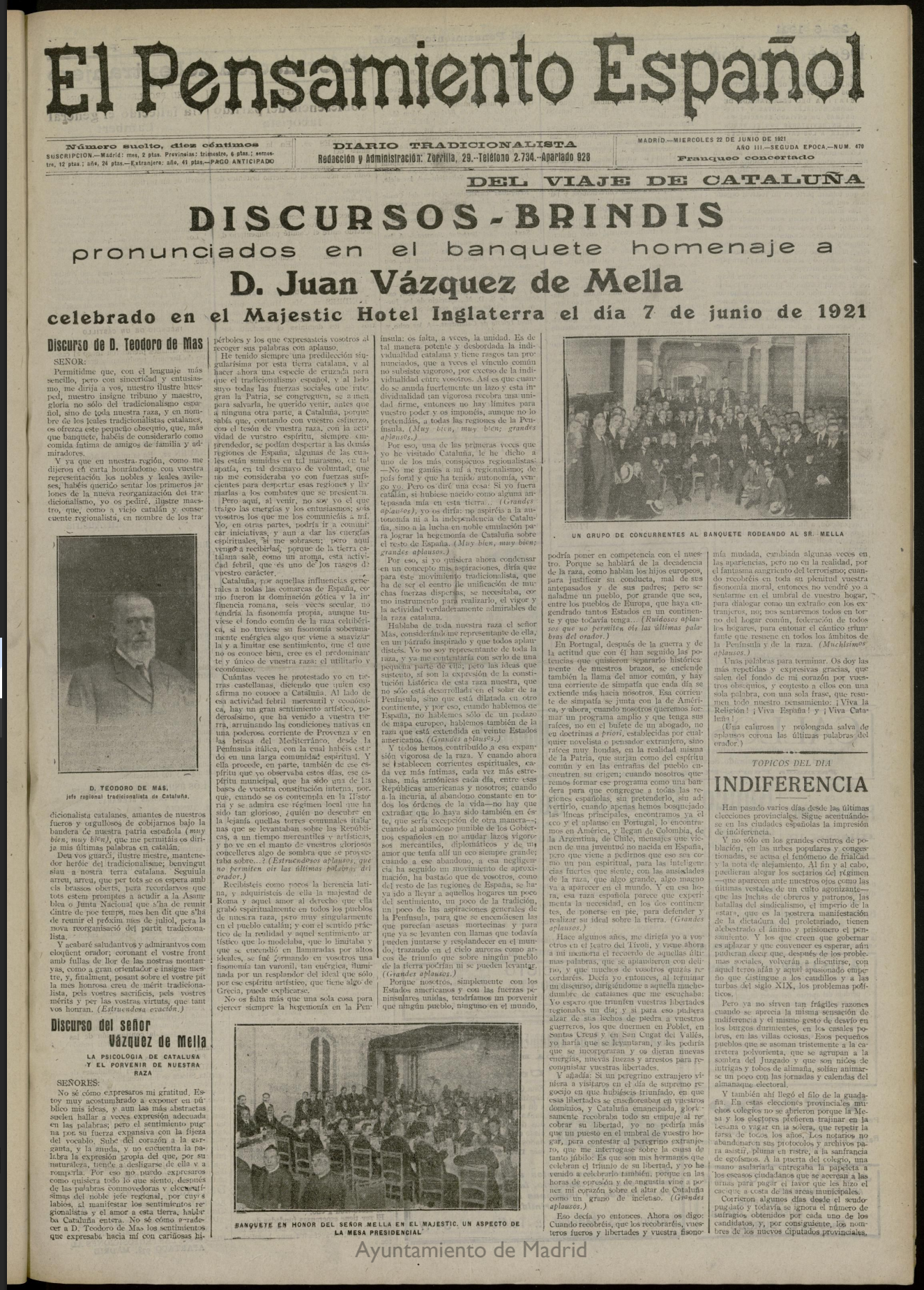
Teodoro de Mas retratado en portada del diario mellista El Pensamiento Español como jefe tradicionalista de Cataluña con motivo de una visita de Juan Vázquez de Mella a la región (22-6-1921).

En septiembre de 1923 expresó en un manifiesto la adhesión de los tradicionalistas catalanes de tendencia mellista al directorio militar de Primo de Rivera, pidiendo que la supresión de los partidos políticos condujera al fin del sistema parlamentario y la implantación de los principios tradicionalistas en un régimen representativo más racional y cristiano, de bases orgánicas y naturales, que debía reconstruir las clases, los municipios y las regiones, y llegar a la representación profesional con mandato imperativo a la usanza de las antiguas Cortes españolas.
Durante la dictadura los tradicionalistas ocuparon puestos clave en el Ayuntamiento de Vic y fue nombrado alcalde uno de ellos, Juan Comella Colom, quien llevó a cabo medidas represivas contra los catalanistas en contra del parecer de Mas.
Cuando se reunificaron las tres ramas del tradicionalismo a principios de la década de 1930, regresó a la disciplina de la Comunión Tradicionalista, y participó en varios actos de propaganda contra el laicismo de la Segunda República.

### Muerte
Tras el inicio de la Guerra Civil Española, el 19 de julio de 1936 huyó de Vic, pero moriría asesinado por los revolucionarios el 7 agosto en su finca del Molino de San Román de Sau, donde se había refugiado, junto con su yerno Juan Travería (marido de su hija Elvira Mas y Bach), quien había sido alcalde de Vic entre 1934 y 1935. Eran dos de los dirigentes tradicionalistas más importantes de la comarca de Osona. 
Según una necrológica publicada 11 años después, antes de morir dijo a sus verdugos:

Ya sé a lo que venís, y no me dais miedo. Como hombre y como antiguo militar, si ahora tuviera veinte años menos, os invitaría a medir vuestras fuerzas y vuestra estrategia con las mías. ¡Vais a matarme, yo os perdono!

A lo que el jefe de los milicianos contestaría: «Podemos despacharlo aquí mismo». Tras su fusilamiento, cayó del bolsillo de Teodoro de Mas la Imitación de Cristo.
Actualmente, en Vic hay una calle que lleva el nombre de Teodor de Mas.
Casado con Josefa Bach Puig, fue padre de José María, Pablo, Teodoro, Luis, Alejandro, Elvira y Jesusa de Mas y Bach. Su descendencia es muy numerosa; entre otros, es abuelo del actor y fotógrafo vicense Manel Gausa de Mas. Santiago Fatjó Travería, bisnieto de Teodoro de Mas, conserva, entre otros recuerdos, un diario suyo original.